# Muriel Degauque
Muriel Degauque (19 juli 1967 – 9 november 2005) was een Belgische bakkersassistente uit Charleroi die op 9 november 2005 een zelfmoordaanslag pleegde tegen een Amerikaans militair konvooi ten zuiden van Bagdad (Irak). Zij was de enige dode, maar één Amerikaanse soldaat raakte hierbij gewond. De zaak zorgde destijds voor heel wat verbazing en opschudding in de Belgische pers. Degauque werd de eerste westerse en Belgische zelfmoordterroriste genoemd.

## Biografie

### Jeugd
Degauque groeide op in normale levensomstandigheden. Toen ze vijftien was kwam ze in contact met drugs, pleegde diefstallen en liep geregeld van huis weg. Een ingrijpende gebeurtenis in haar leven was de vroege dood van haar vier jaar oudere broer, Jean-Pol, die in 1987 op zijn 24ste verjaardag omkwam in een motorongeluk. Muriel zakte weg in een vicieuze cirkel van depressies en haar drugsverslaving. Een andere belangrijke ontdekking in haar leven was de vaststelling dat ze aan een zeldzame ziekte leed: de ziekte van Rokitanksy, beter bekend als het syndroom van Budd-Chiari.

### Bekering
Midden jaren 90 leerde Muriel een Algerijnse man, Fouad, kennen met wie ze trouwde. Fouad was gematigd in zijn geloofsovertuiging, maar toen Muriel zich ook tot de islam bekeerde werd ze steeds fundamentalistischer. Ze leerde Arabisch en bestudeerde haar nieuwe geloof tot in de kleinste details. Ook veranderde ze haar naam in "Maryam". Na vijf jaar huwelijk vroeg ze de scheiding aan omdat ze vond dat haar man zich niet strikt genoeg aan de islam hield. Ze hertrouwde met Issam Goris, een zes jaar jongere man van Marokkaanse afkomst, die net als zij een verleden als jeugddelinquent had gehad en zich daarna tot het salafisme had bekeerd.

### De zelfmoordaanslag
Na de oorlog in Irak in 2003 groeide bij het koppel het idee om zich mee in de strijd tegen de Amerikaanse bezetting daar te werpen. Ze verhuisden naar Irak, nabij de Syrische grens, waar ze na lang zoeken opvang vonden bij Aboe Ammar, lid van een groep ex-militairen die vroeger tot de Ba'ath-partij van Saddam Hoessein behoorden. Issam en Muriel kregen hierna gevechtstraining. Op 9 november 2005 reed Muriel in een bomauto door Bagdad toen ze drie Amerikaanse pantservoertuigen zag naderen. In een paniekreactie blies ze zichzelf op. Enkele huizen en een lege schoolbus leden lichte schade en een van de Amerikaanse soldaten raakte lichtgewond, maar uiteindelijk kwam alleen zijzelf om in de aanslag.
Issam was zeer enthousiast over zijn vrouw's offer en telefoneerde met al zijn kennissen over de gebeurtenis. De Belgische Staatsveiligheid hield Muriel en Issam echter al lange tijd in de gaten en doordat ze onvoorzichtig omsprongen met hun mobiele telefoon en computer kon men hen makkelijk traceren. Amerikaanse Special Forces vielen later die dag Issam's huis binnen en schoten hem samen met vijf anderen dood.
De Belgische krant La Dernière Heure maakte op 1 december 2005 Degauque's zelfmoordaanslag bekend. De Belgische overheid ondervroeg hierop haar familie die de beschuldigingen bevestigde.
In 2010 publiceerde Chris De Stoop een boek over Deqauque: "Vrede zij met u, zuster", uitgegeven bij De Bezige Bij.